# Midas Dekkers

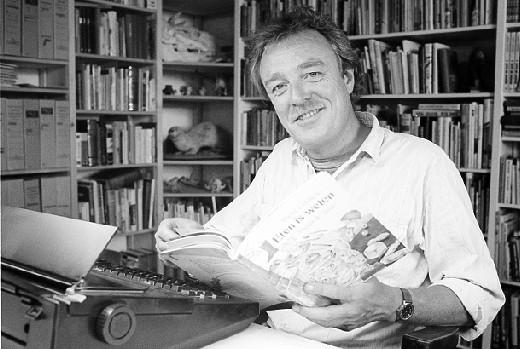
Midas Dekkers

Midas Dekkers (geboren als Wandert Dekkers; * 22. April 1946 in Haarlem) ist ein niederländischer Biologe, Schriftsteller und Journalist. Er ist in den Niederlanden durch Rundfunk- und Fernsehsendungen sehr populär und gehört zu den bekanntesten Biologen des Landes. Als Autor mehrerer Bestseller ist er auch international erfolgreich.

## Leben
Dekkers wuchs in Amsterdam auf, wo er an der Universität Biologie studierte. Bereits als Student schrieb er Artikel über Tiere für das NRC Handelsblad und de Volkskrant. Später arbeitete er am Zoologischen Museum Amsterdam und als Redakteur beim Verlag Het Spectrum. Von 1980 bis 2007 verfasste er Kolumnen für die VARA-Rundfunksendung Vroege Vogels (deutsch Frühe Vögel). Für die VARA wirkte er an den Fernsehsendungen Midas, Gefundenes Fressen und Eerste Druk und außerdem für die VPRO an den Kindersendungen „Max Laadvermogen“ und „Pootjes“ mit. Er gehört zu den ständigen Mitarbeitern des TV-Magazins Nieuwslicht.

## Schriften
Unter den etwa 50 Werken von Dekkers sind auch zahlreiche Kinder- und Jugendbücher. Dreimal erhielt er den niederländischen Kinder- und Jugendliteraturpreis Zilveren Griffel  und einmal den Vlag en Wimpel.
In seinen populärwissenschaftlichen Werken für Erwachsene untersucht er unterhaltsam gesellschaftliche Fragen und vertritt dabei häufig ungewöhnliche Standpunkte. Dazu gehört auch die unvoreingenommene Beschäftigung mit Themen wie der Zoophilie in seinem Buch Geliebtes Tier, das in Deutschland mehrfach aufgelegt und in den Niederlanden zum Sachbuch des Jahres gewählt wurde. Sein ebenfalls international erfolgreiches Buch An allem nagt der Zahn der Zeit thematisiert das Altern und die Vergänglichkeit des Menschen. In Von Larven und Puppen beschäftigt er sich mit der Entwicklung und Erziehung von Kindern und vertritt die Ansicht, dass man Kinder nicht erziehen, sondern bis zur Pubertät nur „artgerecht“ versorgen kann. Die gesellschaftliche Dominanz des Sportes, dessen Kommerzialisierung und die Folgen des Körperkultes kritisiert er in Der Gesundheitswahn.
In deutscher Sprache erschienen unter anderem
- Der Wal in der Falle. DTV, München 1986, ISBN 3-423-70096-3.
- Der grosse Augenblick – Tierkinder kommen zur Welt. Kinderbuchverlag, Luzern 1989, ISBN 3-276-00076-8.
- Auf eigenen Pfoten. Wie Tierkinder gross werden. Kinderbuchverlag, Luzern 1993, ISBN 3-276-00121-7.
- Geliebtes Tier. Die Geschichte einer innigen Beziehung. Hanser, München 1994, ISBN 3-446-17721-3.
- Miau. Kabel, Hamburg 1996, ISBN 3-8225-0366-5.
- An allem nagt der Zahn der Zeit. Vom Reiz der Vergänglichkeit. Blessing, München 1999, ISBN 3-89667-083-2.
- Das Gnu und du. Tierische Geschichten. Blessing, München 2002, ISBN 3-89667-128-6.
- Von Larven und Puppen. Soll man Kinder wie Menschen behandeln?. Blessing, München 2003, ISBN 3-89667-222-3.
- Der Gesundheitswahn. Vom Glück des Unsportlichseins. Blessing, München 2008, ISBN 978-3-89667-369-5.